# 西島克彦
西島 克彦（にしじま かつひこ、1960年2月4日 - ）は、日本の男性アニメーター、アニメ演出家・監督。千葉県船橋市出身。千葉商科大学中退。

## 来歴
1960年2月4日、東京で誕生した直後に千葉県船橋市へ移る。学生時代に漫画家を志し、『機動戦士ガンダム』のファンだったことから、大学中退後に富野由悠季へ手紙を送り、日本サンライズへの入社を志願する。それは叶わなかったが、サンライズの岩崎正美プロデューサーの紹介で芦田豊雄率いるスタジオ・ライブの入社試験を受験し、同社に入社する。
1981年のテレビアニメ『うる星やつら』の放送開始後、スタッフ参加を芦田へと直訴する。これには、かねてから西島が原作の『うる星やつら』のファンであったことと、当時担当していた『Dr.スランプ アラレちゃん』の絵柄が西島には描きにくいものだったという理由があった。当時、『うる星やつら』のアニメーション制作を担当していたぴえろとライブの間に業務関係はなかったが、芦田から作画監督の野辺駿夫へ紹介される形で作画スタッフとなった。1983年放映の105話（82回）「太陽がいっぱい浮気がいっぱい」にて初の作画監督を務めた（遠藤麻未と共同）後、『銀河漂流バイファム』の原画を担当することとなり、一時『うる星やつら』の原画ローテーションから抜けることとなったが、制作会社が、スタジオぴえろからスタジオディーンに移った後に、西島もスタジオ・ライブからスタジオディーンに移籍し、再び『うる星やつら』のスタッフとなった。
1984年には増尾昭一、庵野秀明、伊藤浩二と共にフリーランスのアニメーター集団スタジオ・グラビトンの設立にも参加した。『うる星やつら』の放送終了後、1986年公開の劇場アニメ『プロジェクトA子』で初監督を務める。1990年代以降は監督業へ本格的に取り組むようになり、フリーとしてスタジオ・ファンタジアを中心に活動していた。

## エピソード
- 初監督作『プロジェクトA子』の公開前に『アニメージュ』に掲載されたインタビューについて、宮崎駿から非難を浴びることになった[6]（詳細は脚注リンク先および『プロジェクトA子』の記事を参照[7]）。
- 2015年末よりイラストレーターのANO清水（清水雅治）が西島の別名義であるとする記載がWikipedia上で見られたが、この記載は事実ではなく、2人は別人である[8][9]。

## 参加作品

### テレビアニメ
- サイボーグ009（第2作、動画）
- メーテルリンクの青い鳥 チルチルミチルの冒険旅行（作監手伝い、原画、動画）[10]
- 宇宙戦艦ヤマトIII（メカの直し、原画）[10][11]
- サンダーバード（パイロット版）（メカ・シーン原画（TV未放送））[12]
- 宇宙伝説ユリシーズ31（原画）[10]
- 恐怖伝説 怪奇!フランケンシュタイン（原画）[10][11]
- Dr.スランプ アラレちゃん（原画、動画）
- うる星やつら（原画・作画監督）
- 魔法のプリンセス ミンキーモモ（第1作）（42話 原画）[13]
- 銀河漂流バイファム（原画）
- つるピカハゲ丸くん（作画監督）
- ふしぎの海のナディア（4話 原画）
- 魔装機神サイバスター（26話 原画）
- ナジカ電撃作戦（監督）
- ストラトス・フォー（13話 原画）
- 奏光のストレイン（7話 絵コンテ）
- バンブーブレード（19話 原画）
- クリスタル ブレイズ（6・8・11話 原画）
- 天体戦士サンレッド（11・12・21・22話 作画監督）
- 天体戦士サンレッド（第2期）（31・32・37・38・47・48話 作画監督 / 52話 作画監督補佐）
- ぬらりひょんの孫（2話　原画）
- ぬらりひょんの孫 〜千年魔京〜（1話　原画）
- 僕は友達が少ない（原画）
- 未来日記（13話Cパート 原画）
- クイーンズブレイド リベリオン（原画）
- 超訳百人一首 うた恋い。（原画）
- お兄ちゃんだけど愛さえあれば関係ないよねっ（5話 原画）
- はぐれ勇者の鬼畜美学（BD/DVD4巻映像特典 絵コンテ）※TVアニメの映像ソフト収録の特典作
- キルラキル（2話 第二原画）
- 世界でいちばん強くなりたい!（BD/DVD映像特典 絵コンテ）※TVアニメの映像ソフト収録の特典作
- ハイスクールD×D BorN（7・9話 絵コンテ、9話 原画）
- ひめゴト（4話 原画）
- さばげぶっ!（7話 原画）
- ISUCA（11話 絵コンテ）※コミックス付属のOAD
- ヘヴィーオブジェクト（16話 絵コンテ）
- ハンドレッド（7話 絵コンテ）
- ハイスクール・フリート（8話 12話(藤森カズマと共同) 絵コンテ）
- sin 七つの大罪（2話 8話 12話(柳沢テツヤと共同) 絵コンテ）
- フューチャーカード バディファイトX（19話 絵コンテ）
- 戦刻ナイトブラッド（4話 絵コンテ）
- 奴隷区 The Animation（2話 絵コンテ）
- 閃乱カグラ SHINOVI MASTER -東京妖魔篇-（2話 絵コンテ）
- 神田川JET GIRLS（2話 絵コンテ）
- アサシンズプライド（2話 3話 絵コンテ）
- 地縛少年花子くん（10話 絵コンテ）
- 回復術士のやり直し（3話  8話絵コンテ）
- 不徳のギルド（3話 絵コンテ）
- 彼女が公爵邸に行った理由（4話 絵コンテ）
- 暴食のベルセルク（4話 絵コンテ）
- ニートくノ一となぜか同棲はじめました（絵コンテ）
- 俺は星間国家の悪徳領主!（絵コンテ）
- 9-nine- Ruler’s Crown（絵コンテ）

### 劇場アニメ
- うる星やつら オンリー・ユー（原画）
- チョロQダグラム（原画）[14]
- うる星やつら3 リメンバー・マイ・ラブ（オープニングアニメーション、エンディングアニメーション）
- プロジェクトA子（監督、原作、脚本、B子キャラクター原案[15]、原画[16]）
- ダーティペア（原画）
- うる星やつら 完結篇（原画）
- Pink みずドロボウあめドロボウ（原画）
- 奇魂侍（原画）

### OVA
- くりいむレモンPART4 POP♡CHASER（原画）[17] ※〇島×彦（仮名）名義
- うる星やつら 了子の9月のお茶会（原画）
- 吸血鬼ハンターD（原画）
- アウトランダーズ（原画）
- サーキット・エンジェル ～決意のスターティング・グリッド～（原画）
- プロジェクトA子2 大徳寺財閥の陰謀（原作、原画[18]）
- JUNK BOY（原画）
- くりいむレモン名場面集 卒業アルバム（キャラクターデザイン、作画監督）
- 恐怖のバイオ人間 最終教師（原画）
- ダーティペア（OVA版）（原画）
- プロジェクトA子3 シンデレラ・ラプソディ（原作、原画）
- トップをねらえ!（4話　原画）
- うる星やつら 怒れシャーベット（作画監督）
- プロジェクトA子 完結篇（原案）
- A-Ko The VS（監督、原案、脚本・絵コンテ・キャラクターデザイン原案（GRAY SIDE）、構成・キャラクターデザイン・作画監督（BLUE SIDE））
- 炎の転校生（監督・作画監督）
- 機動警察パトレイバー NEW OVA（原画 7話(4話)）
- EXPER ZENON（原画）
- Compiler Music Clips（「Unseen Love」絵コンテ・演出・原画）
- 甲竜伝説ヴィルガスト（監督・キャラクターデザイン・作画監督）
- 卒業 〜Graduation〜（監督）
- 女神天国（監督）
- 卒業 〜Graduation〜 聖羅V（監督）
- AIKa（監督、脚本、絵コンテ、演出、ビデオエディショナルパート監修）
- 炎のらびりんす（監督、構成、絵コンテ、演出）
- ランジェリーズ（監督）
- きらめき☆プロジェクト（監督）
- AIKa R-16:VIRGIN MISSION（監督、演出）
- G-taste（ベストセレクション版）（監督）
- 淫妖蟲 悦（監督 2011）
- 魔法少女えれな（監督、絵コンテ）
- ノ・ゾ・キ・ア・ナ（監督）

### ゲーム
- 夢幻戦士ヴァリス（ファミコン版プロモーションビデオ作画監督・キャラクターデザイン）
- まーじゃんバニラシンドローム（キャラクターデザイン）
- バーニングライバル（エンディングイラストレーション）
- ガーディアンヒーローズ（原画、デモシーン原動画）
- 女神天国II（OPコンテ・演出）
- 真・魔装機神 PANZER WARFARE（原画）

### その他
- 甲竜伝説ヴィルガスト （あかほりさとる／著、富士見ファンタジア文庫、挿絵）
- sin 七つの大罪 ショートアニメ「懺悔録」（絵コンテ）※1~12話はWEB配信。13話以降はTVアニメの映像ソフト収録の特典作。